# Tadarida teniotis
El murciélago rabudo (Tadarida teniotis) es una especie de murciélago microquiróptero la familia Molossidae. Es uno de los quiróptedos canarios de mayor tamaño con una longitud de 12 cm aproximadamente y alas largas y estrechas, con la cabeza típica del género Tadarida, con orejas rígidas orientadas hacia delante. La cola sobresale por fuera de la membrana caudal y se retrae en el uropatagio cuando está en vuelo. 
Las hembras de esta especie son de mayor tamaño que los machos.
El color del pelo es muy variable desde el pardo al gris claro. Su característica más reconocible y de la que deriva su nombre vulgar. 
Algunos ejemplares presentan áreas canosas. Miden entre 57 y 64 milímetros y su peso se encuentra entre los 22 a 54 gramos. Su fórmula dentaria es {\displaystyle {\frac {1.1.2.3}{3.1.2.3}}} .
Muestran una gran variedad de llamadas sociales, tanto desde los refugios como en vuelo, con exhibiciones sonoras de los machos dominantes y fuertes emisiones durante las persecuciones aéreas. Emite entre 9 y 15 [kHZ], siendo audible para el oído humano.
Poseen una dieta insectívora.

## Distribución
Ocupa una estrecha franja latitudinal circunmediterránea, que abarca el sur de Europa y norte de África, Afganistán, China y Corea, llegando hasta Japón y Flores (Indonesia). En Europa se distribuye por la región Mediterránea, España, sureste de Francia, sur de Suiza, Italia y costas adriáticas hasta Grecia, incluyendo Madeira, Canarias y las islas mediterráneas.

## Hábitat
Los refugios se localizan en farallones rocosos, acantilados marinos y estructuras artificiales como puentes o edificios. Se alimentan por encima de núcleos habitados y espacios abiertos en un amplio rango de altitud, se les ha observado alimentándose a gran altura (de 200 a 300 metros) en las ciudades. Se le encuentra desde el nivel del mar hasta los 2300 m de altitud.
su dieta es principalmente de insectos.

## Amenazas
Como ocurre a buena parte de los quirópteros y según los hábitats que ocupan, las molestias causadas a los vecinos de las construcciones que habitan, provocan la expulsión o fumigación de las colonias,  así como la reparación de estos edificios taponando las fisuras donde anidan. El descenso en las poblaciones de lepidópteros nocturnos, que constituyen su alimento más importante, también afecta a la especie. Su vuelo alto y veloz, con grandes desplazamientos en busca de alimento, le hacen candidato al choque con las palas de los parques eólicos.
El murciélago rabudo está calificado como Casi Amenazado (NT) en el Atlas y Libro Rojo de los Mamíferos Terrestres de España, así como De Interés Especial en el Catálogo Nacional de Especies Amenazadas y como Vulnerable en el Catálogo de Especies Amenazadas de Canarias.